# Erasmus Bartholin

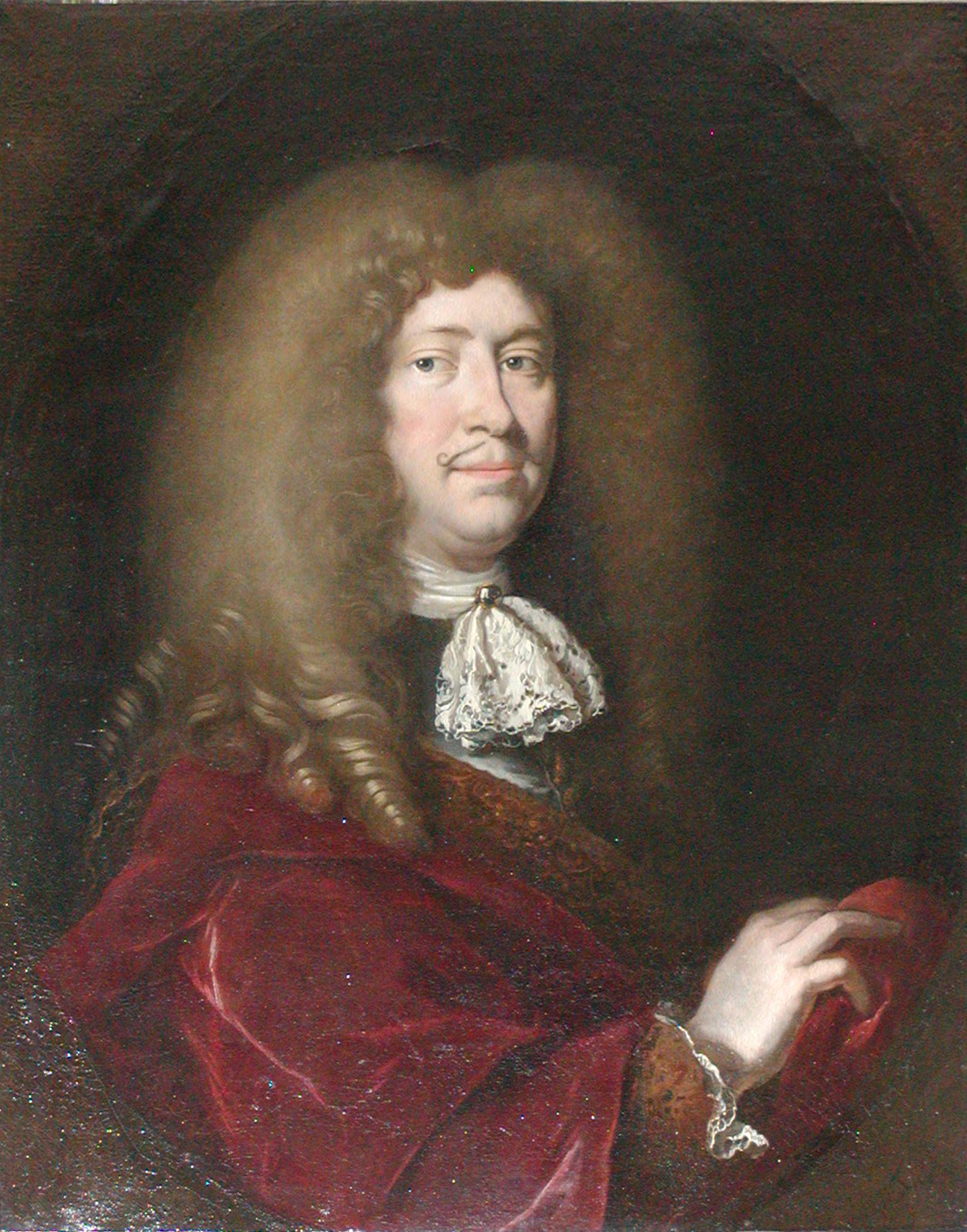
Erasmus Bartholin

Erasmus Bartholin (* 13. August 1625 in Roskilde; † 4. November 1698 in Kopenhagen) war ein dänischer Wissenschaftler.

## Leben
Bartholin gehörte zu einer einflussreichen Familie: Sein Vater war der Universalgelehrte Caspar Bartholin der Ältere (1585–1629), sein älterer Bruder der Anatom Thomas Bartholin. Von 1648 bis 1656 studierte er an verschiedenen europäischen Universitäten wie Leiden und Padua die Fächer Medizin, Mathematik und Physik. Ab 1656 war er Mathematik-Professor an der Universität Kopenhagen. Sein bekanntester Student war Ole Rømer, der auch bei ihm wohnte und 1681 seine Tochter Anne-Marie (1663–1694) heiratete.
Der Bartholin Peak, ein Berg in der Antarktis, ist nach ihm benannt.

## Wissenschaftliche Erkenntnisse
Bartholin beschrieb im Jahr 1657 erstmals die körperlichen Merkmale von Kindern mit dem später auch nach ihm benannten Bartholin-Pätau-Syndrom (Trisomie 13) in der medizinischen Literatur.
Seine wichtigste Entdeckung beschrieb er in seinem Buch Experimenta crystalli islandici disdiaclastici quibus mira et insolita refractio detegitur. Es war die erste experimentelle Publikation in Dänemark. An einem Calcit-Kristall („Doppelspat“) aus Island untersuchte er die Kristallform, physikalische, insbesondere optische, und chemische Eigenschaften. Ein außerordentlicher Lichtstrahl, der senkrecht auf eine Kristallfläche traf, wurde trotzdem gebrochen: Doppelbrechung des Lichtes. Christiaan Huygens gelang 1678 eine erste Deutung der Doppelbrechung, indem er die endliche Lichtausbreitung nach Roemer anwandte. Erst als man die Polarisation des Lichtes verstanden hatte, gelang die korrekte Erklärung der Doppelbrechung.

## Werke
- Experimenta crystalli islandici disdiaclastici quibus mira et insolita refractio detegitur, Kopenhagen 1669, doi:10.3931/e-rara-3581. Deutsche Übersetzung von Karl Mieleitner: Versuche mit dem doppeltbrechenden isländischen Kristall, die zur Entdeckung einer wunderbaren und außergewöhnlichen Brechung führt (= Ostwalds Klassiker der exakten Wissenschaften Band 205, 1922).